# Dudu (okręg Teleorman)
Dudu – wieś w Rumunii, w okręgu Teleorman, w gminie Plopii-Slăvitești. W 2011 roku liczyła 774 mieszkańców.